# Polydesmus moluccensis
Polydesmus moluccensis är en mångfotingart som beskrevs av Peters 1864. Polydesmus moluccensis ingår i släktet Polydesmus och familjen plattdubbelfotingar. Inga underarter finns listade i Catalogue of Life.